# Rouvray (Côte-d'Or)
Rouvray é uma comuna francesa na região administrativa da Borgonha-Franco-Condado, no departamento de Côte-d'Or. Estende-se por uma área de 9,48 km². Em 2010 a comuna tinha 490 habitantes (densidade: 51,7 hab./km²).